# 용하다 용해
용하다 용해는 만화가 강주배의 대표작으로, 일류물산 영업부를 배경으로 한 직장 만화이다. 스포츠서울 1999년 3월 15일자에 첫 선을 보이면서 연재가 시작되었고 이후 일간스포츠, 메트로 등을 통해 지속적으로 연재되고 있다.

## 등장인물

### 무대리 가족
- 무용해 대리 : 이 작품의 주인공으로 뭐 하나 제대로 하는 게 없는 만년대리. 과장으로 승진하는 것이 일생일대의 소원인건 분명하지만, 정작 몸이 안 따라주는 건지 지각을 밥먹듯이 하고, 심지어는 근무 도중 땡땡이를 치는 대담함도 보인다. 가는 곳마다 사고를 치는 골칫덩이인지라 직속 상사 마부장하고는 철천지 원수이지만, 그만큼 죽이 잘 맞는 콤비도 없다. 워낙 물건이 작다보니 '번데기'라는 별칭으로 불리고 있으나 무대리 본인은 그 별명을 매우 싫어하고 있다. 일간스포츠에 연재분에서는 무대리가 맥주집을 개업하여 자영업자로 독립하는 것으로 끝났다.
- 하소연 : 무대리의 미인 아내로, 그의 프로포즈를 받고 결혼하여 이란성 쌍둥이를 낳았다. 무대리와 이따금씩 싸우기도 하지만 기본적으로는 금슬이 좋은 편이다. 매우 화가 나면 냉동고의 동태를 꺼내들어 무대리를 구타할만큼 무서운 면도 있다.(몇번은 밥통과 같은 집기류를 무대리에게 던져 기절시킨 적도 있다.)하지만 무대리가 사랑을 고백하면,기쁘게 받아들이는 금슬좋은 행복한 부부이다.
- 무희망, 무미래 : 무대리의 두 자녀로 이란성 쌍둥이이다. 희망이가 오빠이며 미래가 여동생인데, 안타깝게도 희망이가 하소연을 닮고 미래가 무대리를 닮았다. 초등학교 입학선물로 할아버지가 사 주신 책가방의 디자인이 세대차이때문에 마음에 들지 않으면서도 내색하지 않을만큼 철든 아이들이다.
- 무대포 : 무대리의 아버지로 한국전쟁 참전 경력이 있는 실향민. 매우 무뚝뚝하지만 알고보면 아들인 무대리를 끔찍이 생각해주는 멋진 면이 있다. 한편으로는 무대리가 대체 누구를 닮았는지를 극명하게 알 수 있게 해주는 캐릭터이기도 하다.

### 일류물산 사람들

#### 영업1부
- 마순신 부장 : 일류물산 영업1부 부장으로, 한때 영업부 부장에서 좌천되어 지방 영업소장으로 내려갔었으나, 나중에 다시 복귀하고 영업1부 부장이 된다. 해병대 출신으로 나름 근엄한 인상을 풍기고 있지만 알고보면 엄청난 푼수끼가 있다. 사내 최고의 골칫덩이인 무대리와는 매일 티격태격하지만, 이따금씩 도움을 주거니 받거니 해가면서 정이 많이 들어 그만큼 좋은 콤비도 없다. 한편으로는 소부장하고 사이가 좋지 않은데, 간혹 무대리가 소부장에게 면박을 받기라도 하면 득달같이 달려가 소부장과 싸우는가 하면 소부장이 무대리의 차를 매일같이 얻어타고 출퇴근하자 아예 자신이 무대리를 차에 태워 다니기도 했다.
- 박준미 : 본명은 '박춘심'으로 매우 예쁜 여직원. 처음에는 대머리끼가 보이는 노총각 왕대리를 별로 내켜하지 않았지만, 왕대리의 순수한 마음에 서서히 관심을 보이다가 마침내 왕대리와 결혼에 골인하게 되었다. 이후 일류물산에서 퇴사하여 현재는 주부이며 치킨 집을 열었다. 참고로 촌스러운 자신의 본명을 왕대리에게 들킨 것 때문에 초반에는 왕대리에게 쩔쩔매기도 했다.
- 왕대리 : 무대리의 친구로 노총각이었으나, 영업부의 미녀 직원 박준미와 우여곡절끝에 결혼해서 지금은 아들을 낳았다. 계속해서 빠지는 자신의 머리카락에 큰 스트레스를 갖고 있다. 별명은 밤톨이.
- 박과장 : 아내에게 걸핏하면 구타당하는 공처가로 딸만 둘을 뒀다(속칭 딸딸이). 무대리와 왕대리에 비해 승진을 빨리 해서 과장으로 있지만, 과장이 한계인듯 일처리는 그다지 매끄럽지 못한 편이다. 영업1부, 2부, 총무부를 넘나들며 부서이동이 잦았지만 결국에는 원래 있던 자리(영업1부)에 정착하였다.
- 정남이 : 일류물산 평사원으로 충청도 출신이다. 구두쇠인데다가 먹을 것을 밝혀서 미움받는, 그야말로 '정나미'가 떨어지는 인물이다. 한 번 먹기 시작하면 한도 끝도 없이 먹는데다, 만약 누군가가 뺏어먹을 경우에는 말 그대로 정신이 나가는 식충이 캐릭터. 하루가 멀다하고 밥 좀 사라고 귀찮게 달라붙는가 하면, 밥을 먹고 계산할 때 바로 내빼는 습관으로 인해 곤혹을 겪기도 했다(선을 보면서 음식을 먹고난후 도망가다가 그 댁의 할아버지를 들이받음)
- 추저분 : 박준미의 후임으로 입사한 여직원으로 자신에게 섭섭하게 대하면 어떻게든 보복을 하기로 유명하다. 자신과 잘 맞는 정남이씨와 사귀기도 했지만 하루도 못가 깨졌다.
- 장한혀 : 일류물산 평사원으로 혀가 짧아 무슨 말을 하는지를 쉽게 알아들을 수 없다. 그러나 겉보기와는 달리 육군 조교 출신으로 매우 씩씩하고 의외로 영어에 능통하다. 한편으로 그의 말을 가장 잘 알아듣는 건 무대리이다.
- 육갑해 : 경상도 출신으로 일류물산에 1등으로 입사했고 이에 걸맞게 일을 잘하는 편이다. 그와 극과극인 무대리를 철저하게 무시하고 이로 인해 무대리와 사이가 좋지 않았으나, 최근에는 마부장에게 된통 깨지고 나서 어떻게 대응할지를 놓고 무대리와 의논하다가 은근히 친해진듯. 대학 시절부터 후배 송난이와 서로 사랑을 키우다가 결국 결혼에 성공한다. 그런데 결혼 이후에 지각을 하기도 하고 심지어 무대리 삼총사(박과장,왕대리)에게 마부장을 속이는법까지 가르쳐주면서 같이 당구장에서 땡땡이를 치는 모습도 보였다.
- 주리라 : 뚱뚱한 외모의 여직원으로 남직원들이 별로 좋아하지 않는 타입이지만 다행스럽게도 결혼한 유부녀이다. 매우 수다스러울 정도로 말을 많이 한다는 게 특징. '어머나니나'라는 말을 연발하기도 한다.
- 한길로 : 영업1부 신입 직원. 얼굴이 나오지는 않았지만 보는 사람마다 기겁을 하는 것을 보면 굉장히 무섭게 생긴듯. 그러나 실제로는 매우 솔직하고 착한 타입으로, 집안의 가훈이 '겉과 속이 다른 사람이 되자'이다.
- 고민해 : 예쁜 여직원으로 아버지가 중소기업을 경영하고 있다. 한 때 퇴사했었다가 일류물산 사장실 비서로 복귀했다.
- 송난이 : 고민해가 퇴사하고 나서 입사한 여직원으로 육갑해와는 대학 선후배 사이. 입사 이후에는 연애를 미루는듯하다가 결국 결혼에 골인한다. 박준미와 마찬가지로 결혼과 함께 퇴사했다.
- 남진 : 송난이의 후임으로 입사한 신입 직원으로, 양복을 입고 다니는 수려한 용모지만 실제로는 여자이다. 이 때문에 추저분이 큰 충격을 받기도 했으며, 영업2부 송승표 과장의 열렬한 사랑을 받고 있다. 그러나 정작 본인은 연애에 대해 별 관심이 없고 그저 회사 풍경이 재밌다고 생각하는중. 물론 정작 본인이 신기한 시선을 받고 있다는 사실은 까맣게 모르고 있다.

기타 사원 : 허바드 : 조까치,천방축과 비슷한 이미지로 현재 영업1부에서의 재직상태가 불분명하다
김범절 : 예의가 몹시 바른 인턴사원. 현재 영업1부 재직상태 불분명
,조까치 : 천방축과 비슷한 이미지의 사원

#### 사장
- 백억만 사장 : 일류물산의 사장으로 성격이 불같고 굉장한 속물 근성이 있다. 무대리가 상사 마부장과 철천지 원수지간이듯, 마부장에게 있어서는 백사장이 천적일 정도로 마부장과 다투는 일이 잦다. 게다가 못말리는 바람끼로 인해, 사모님이 불같이 화를 낼 때면 쩔쩔 매는 불쌍한 모습을 보이기도 한다. 하지만 이따금씩 평사원들과 엉켜서 스스럼없는 모습을 보이는 등의 장점도 있다.

#### 영업2부
- 소성기 부장 : 한 때 마순신 부장이 지방영업소장으로 좌천되면서 낙하산 인사(최고물산에서 스카우트,일류물산에서 승진을 꿈꾸며 경험을 쌓아온 무대리와 왕대리는 옥상 헬리콥터 정류장에 사무용 의자를 갖다놓는 시위로 항의한다.)로 영업부장이 되었다가 마부장의 복귀로 LA로 떠나게 된다. 그러나 얼마 후 영업부의 확대개편으로 인해 영업2부 부장으로 돌아왔다. 일처리는 괜찮은 편이지만 성격 자체가 굉장히 소심하고 싸이코 기질이 있는지라 사원들의 거부감이 굉장히 큰 편이다. 즉 사원들 갈구기로는 마부장과 동급이지만, 마부장이 간혹 인간적인 면모를 보이는데 반해 소부장은 그런게 없다는 점에서 대비된다. 한편 무대리와는 마부장만큼이나 티격태격했지만 뒷끝이 더욱 더 안 좋기로 유명했으며 '띠바'라는 특이한 말을 입에 달고 산다.
- 송승표 : 무대리, 왕대리의 후배이지만 먼저 승진하여 지금은 영업2부 과장이다. 처음에는 매우 잘생기고 지적인 스타일이었지만 회를 거듭하면서 자주 망가지는가 싶더니 차츰 그 비중이 옅어졌다. 은근히 과장이라는 직책에 자부심을 느끼면서도 무대리나 왕대리를 여전히 깍듯이 대하는 것을 보면 성격이 매우 좋은 캐릭터이다.

### 좌천,사표 인사(중간 간부 이상급)
- 계지배 과장 : 박과장의 영업2부 이동후 부임한 한 때 영업1부에서 과장을 지낸 바 있는 인물로, 이름도 행동도 겉모습도 여자같지만 실제로는 남자이다. 그러나 한달에 한 번 마법에 걸린 여자와 비슷한 증상을 느낀다고 하는 것을 보면 정확한 성별은 불명. 초반에 잠깐 등장을 꾸준히 하다가 금세 투명인간화되었고 결국에는 지방 영업소로 발령받게 된다. 후임은 손금무 과장.
- 손금무 과장 : 계지배 과장의 후임. 박과장 저리가라 할정도의 공처가이며 하도 손바닥을 비비며 상사에게 아첨을 하다보니 손금이 거의 닳아 없어질 정도로 얍삽하지만 정작 업무 능력은 무대리하고 그리 다를 바가 없고 여직원들에 대한 손버릇이 고약해 성희롱 시비를 불러일으키는 최악의 과장. 영업1부에서도 마부장에게 많이 깨졌지만, 영업2부로 가서는 하루가 멀다하고 소부장에게 깨지다가 결국 사표를 쓰고야 만 비운의 인물. 현재는 부인과 이혼한후 택시 운전을 하는 설정
- 유능한 과장 : 원래 총무부 과장이었다가 영업1부 과장으로 발령받았다. 매사에 빠릿빠릿한 타입으로 영업1부의 분위기를 휘어잡나 싶었지만, 결국에는 직장생활 적응에 실패하고 결국에는 소리없이 퇴출되는 불운을 겪는다.

### 좌천,사표 인사(평사원 급)
- 나미모  : 연재 초기 나왔던 인물로 소부장이 영업본부장으로 부임한 후 등장했다.. 당시 N세대를 대변하는 인물. 이쁘장한 인물로 변비끼가 있는데 무대리는 담배를 피기 위해 화장실에 가는 것으로 오해한적이 있었다. 마부장의 영업 1부장 컴백 이후 금세 타 부서 이동이라는 명목하에 퇴출됨.
- 신세기 : 나미모와 함께 연재 초기 나왔던 인물로 나미모와 입사동기. 핸섬한 이미지로 송승표를 추락시켰다. 다만 술에 취하면 고향인 전라도 사투리가 나오고 가업은 자그마한 구멍가게이다.
- 천방축 : 연재 중반 등장했던 인물. 머리가 몹시 크고 일란성쌍둥이인 합기도사범이 있다. 허세를 부리던 버릇이 있으며 결국 왕따를 당한후 사표를 냈다.

### 기타 인물
- 변강세 : 무대리가 한 때 세들어 살던 청송빌라 주민으로 호남 출신. 무대리와는 달리 물건이 매우 커서 무대리의 부러움을 사기도 한다. 무대리와는 이따금씩 아웅다웅하기도 하지만 그만큼 죽이 잘 맞는 콤비도 없어서 무대리가 가끔씩 청송빌라를 찾아가기도 한다. 한편 허풍을 떨면서 과장된 뒷담화를 하는 버릇이 있는데, 예전에 무대리가 살던 청송빌라 208호에 이사온 조까치에게 "예전에 살던 무형(무대리)이라는 사람이 매일 술을 먹고 아내와 자식을 때리는 망나니라고 말한 적이 있고, 한편 자신의 직함을 부장으로 속인 조까치를 무대리와 만난 자리에서 "현상수배범 인상이 짙다"고 말한 적이 있다.